# Хочжоу
Хочжо́у (кит. упр. 霍州, пиньинь Huòzhōu) — городской уезд городского округа Линьфэнь провинции Шаньси (КНР). Название в переводе означает «область Хо» и происходит от названия области, существовавшей здесь в средние века; название области в свою очередь восходит к находящейся в этих местах горе Хошань.

## История
При империи Западная Хань был образован уезд Чжисянь (彘县). Во времена диктатуры Ван Мана он был переименован в Хуанчэн (黄城县). При империи Восточная Хань уезду сначала было возвращено старое название, а в 134 году он был переименован в Юнъань (永安县). При империи Суй в 598 году уезд Юнъань был переименован в Хои (霍邑县). При империи Цзинь в 1215 году уезд Хои был поднят в статусе до области Хочжоу (霍州). При империи Цин в 1772 году она получила статус «непосредственно управляемой области» (霍直隶州). После Синьхайской революции в Китае была проведена реформа структуры административного деления, в ходе которой области были упразднены, и в 1912 году область Хочжоу была преобразована в уезд Хосянь (霍县).
В 1949 году был создан Специальный район Линьфэнь (临汾专区), и уезд вошёл в его состав. В 1954 году Специальный район Линьфэнь был объединён со Специальным районом Юньчэн (运城专区) в Специальный район Цзиньнань (晋南专区). В 1958 году уезды Хосянь и Фэньси были объединены в уезд Хофэнь (霍汾县); в 1961 году уезды были разделены вновь.
В 1970 году Специальный район Цзиньнань был расформирован, а вместо него образованы Округ Линьфэнь (临汾地区) и Округ Юньчэн (运城地区); уезд вошёл в состав округа Линьфэнь.
В 1989 году уезд Хосянь был преобразован в городской уезд Хочжоу.
В 2000 году постановлением Госсовета КНР округ Линьфэнь был преобразован в городской округ Линьфэнь.

## Административное деление
Городской уезд делится на 5 уличных комитетов, 4 посёлка и 3 волости.